# 805 př. n. l.

## Hlava státu
- Urartu – Menua
- Asýrie – Adadnirári III.
- Egypt – Šešonk III.